# Edwin Linkomies
Edwin Linkomies (22. december 1894–9. september 1963, indtil 1928 Edwin Flinck) var statsminister i Finland mellem marts 1943 og august 1944 og en af de syv politikere, som efter krigen efter pres fra Sovjetunionen blev stillet for retten for at angiveligt at være ansvarlige for Fortsættelseskrigen. Han blev idømt 5½ års fængsel.
Linkomies var en fremtrædende fennoman – dvs. tilhænger af finsk sprog og kultur – akademiker, prorektor ved Universitetet i Helsinki 1932–43, rektor 1956–62, og regeringens kansler for universitetet fra 1962 til sin død.
Edwin Linkomies blev født som Edwin Flinck i den østfinske by Viipuri som søn af en finsk-svensk officer, som døde kort tid efter hans fødsel. Han voksede op i det vestlige Finland i Rauma nord for Turku i en rent finsktalende region af Finland. Han gjorde en hurtig og fremragende akademisk karriere, idet han blev kandidat som 19-årig, skrev sin doktorafhandling som 22-årig og blev 7 år senere udpeget til professor og leder af institut for latinsk litteratur ved universitetet i Helsinki. I mellemtiden havde han fortsat sin forskning i Tyskland på universiteterne i Leipzig og Halle, og han holdt sig i nær kontakt med tyske universiteter gennem hele sit liv, selv om han som lærer og videnskabelig leder var kendt for sin angelsaksiske stil – klar og koncis i sine fremstillinger med fokus på de store linjer frem for de spændende små detaljer og undtagelser, men også krævende, autoritær, opmærksom på stillingens værdighed og muligvis for selvsikker.
Linkomies var på mange måder den sidste af sin slags. Frem for alt var han den sidste i en lang række af finske akademikere, som blev rekrutteret til vigtige politiske opgaver. Men han var også den sidste, som holdt forelæsninger i formel akademisk klædning, og den sidste der forventede, at studerende og ansatte bukkede dybt for deres rektor.
Linkomies ideologiske udvikling kan for senere generationer virke bemærkelsesværdig, men blandt hans samtidige var det ikke uhørt at have været indædt nationalist, antiskandinav, monarkist, antisocialist og antidemokrat, og senere opgive disse holdninger en efter en. Hans erindringer beskriver hans forundring over at se, at den socialistiske halvdel af Finlands befolkning viste sig at være lige så patriotiske forsvarere som ikke-socialisterne efter Sovjetunionens angreb i november 1939 (Vinterkrigen). Ifølge hans egen beretning var han også en af de første finner, som indså det problematiske ved nazismen – i det mindste blandt hans konservative fæller.
I mellemkrigsårene brugte Linkomies megen energi på at bekæmpe Finlands-svenskerne og resterne af deres privilegier og dominans i samfundet, men også mod Sverige og Skandinavien, som han følte var både for socialistisk og for ivrig efter at dominere Finland. I 1950'erne efter skuffelsen over Sveriges begrænsede støtte under krigene bidrog han energisk til at styrke forbindelserne mellem de nordiske lande og må i hvert fald delvis tilskrives æren for helingen af sårene mellem de konservative i Finland og Skandinavien, som havde sin baggrund i fennomanien og Ålands-krisen omkring 1920.
En vurdering af Linkomies rolle som politiker er vanskeliggjort ved, at han på mindst to kritiske tidspunkter i Finlands historie med overlæg talte og handlede imod sin egen overbevisning, hvis man skal tro hans egne erindringer.
- I begyndelsen af 1930'erne, hævder han, at hans ambition var at styre Finlands konservative parti, Kokoomus i en demokratisk retning, efter at det havde været blandet sammen med den halv-fascistiske Lapua bevægelse. Men for at opnå dette lod han til at være tilhænger af anti-parlamentarisme, militant anti-kommunisme og autoritarisme.

- Under Fortsættelseskrigen, efter tyskernes nederlag ved Stalingrad, blev han udpeget til statsminister med fred som det vigtigste punkt på sin dagsorden, men hverken i ord eller handling kunne regeringen under hans og præsident Rytis ledelse afsløre dette mål af frygt for, at hovedparten af finnerne ikke var forberedt på et sådant skridt, og at den tyske med-krigsførende stadig var for stærk. Hertil kom, at han ikke turde etablere kontakter med den stigende indenlandske opposition mod krigen, og kun meget forsigtigt og tøvende tog han kontakt med lande, som formentlig ville være tilbøjelige til at støtte fredsprocessen, frem for alt De Forenede Stater, Sverige og Storbritannien, hvis de troede på Finlands ønske om fred.